# 🇸🇯
🇸🇯 is een Unicode vlagsequentie emoji die gebruikt wordt als regionale indicator voor Spitsbergen en Jan Mayen. De meest gebruikelijke weergave is die van de vlag van Noorwegen, maar op sommige platforms (waaronder Microsoft Windows) ziet men de letters SJ.
De vlagsequentie is opgebouwd uit de combinatie van de Regional Indicator Symbols 🇸 (U+1F1F8) en 🇯 (U+1F1EF), tezamen de ISO 3166-1 alpha-2 code SJ voor Spitsbergen en Jan Mayen vormend.
Deze emoji is in 2010 geïntroduceerd met de Unicode 6.0-standaard.

## Gebruik

De landsvlag van Noorwegen

Deze emoji wordt gebruikt als regionale aanduiding van Spitsbergen en Jan Mayen.

## Codering

### Unicode
In Unicode vindt men de 🇸🇯 met de codesequentie U+1F1F8 U+1F1EF (hex).

### Shortcode
Er zijn shortcodes  voor 🇸🇯; in Github kan deze opgeroepen worden met :svalbard & jan mayen:,  in Slack kan het karakter worden opgeroepen met de code :flag-sj:.